# 山本健之
山本 健之（やまもと けんじ、1970年2月12日 - ）は、日本の元男子バレーボール選手、現指導者。元全日本代表。

## 来歴
広島県広島市安佐南区出身。小学校4年次からバレーボールを始める。1985年、県バレーの強豪・広島工業大学附属工業高校（現広島工業大学高等学校）に入学。1988年、日本体育大学に進学、1990年インカレ優勝に貢献。
その後日本たばこ産業に入社、JTバレーボール部（JTサンダーズ）に入部。小柄ながらレシーブ全般が得意で、リベロ制度ができる前からレシーバーとして活躍した。1994年Vリーグ開幕以降も、リベロとして引き続きチームに在籍した。
一方、1994年全日本に選ばれ、同年ワールドリーグ、同年世界選手権に出場。
2001年、黒鷲旗制覇に貢献。2002/03シーズンにはベストリベロ賞初受賞。この活躍から再び全日本に選出され、2001年アジア選手権、2002年アジア大会、2003年ワールドリーグに出場した。
2005年6月に現役引退、その後は社業に専念。
2009年に母校の日本体育大学男子バレーボール部監督に就任、同年度全日本インカレ3位の成績をおさめた。現在は同校体育学部准教授、男女バレーボール部部長。
2011年、監督として全日本インカレ準優勝に導く。
2015年、第28回ユニバーシアード（光州大会）では監督を務めた。

## 人物
- 妻は大学の同窓生で元三菱電機の実業団バスケットボール選手の黒川貴美子。
- 次女の山本麻衣は東京オリンピック3人制日本代表にも選ばれたバスケットボール選手[6]。